# Адушкін Іван Прокопович
Адушкін Іван Прокопович — (23 червня 1916, с. Симкіно, нині Большоберезниковського району Республіки Мордовія, РФ — 8 січня 1975, м. Тернопіль) — російський радянський військовик, капітан запасу (1945), Герой Радянського Союзу (1944). Національність — ерзя.

## Життєпис
Учасник радянсько-фінської та німецько-радянської воєн. Навесні 1944  — лейтенант, командир танкової роти 4-ї гвардійської танкової армії.
Відзначивсь у боях з німецько-нацистськими військами за Збараж, Великі Бірки, Гусятин, Чортків, Заліщики. Від 1945 року працював на Тернопільщині: в автотресті у Чорткові; 1953—1971 — начальник Тернопільського облавтотресту.